# The Island of the Mapmaker's Wife
The Island of the Mapmaker's Wife is een Brits-Nederlandse film uit 2000, geregisseerd door Michie Gleason en geschreven door Michie Gleason. De film is gebaseerd op een kort verhaal van Marilyn Sides, die verscheen als onderdeel van de O. Henry Prize Stories-collectie uit de jaren 90.

## Verhaal
De Amerikaanse Finley is een verwoed verzamelaarster van antieke landkaarten. Tijdens een weerzien met haar ex-vriend vertelt hij haar over de unieke zeventiende-eeuwse landkaart die een Amsterdamse antiquair in zijn bezit heeft. Finley reist af naar Amsterdam. Tijdens de heftige onderhandelingen wordt Finley verliefd op de aantrekkelijke, maar mysterieuze handelaar en laat ze geen middel onbenut om haar doel te bereiken.